# 馬之純
馬之純（1144年—1201年），字師文，號野亭，婺州東陽縣人，南宋政治人物。馬光祖祖父。

## 生平
隆興元年（1163年）癸未科進士及第，時年二十歲，授福州司法參軍，慶元年間任江南東路轉運司主管文字，嘉泰元年（1201年）任通判靜江軍府事，未到任，同年卒於家。

## 著作
著有《書解中庸大學說》、《周禮隨釋講義》、《春秋編年圖》、《豫章沅芷雜著》、《金陵百詠》等。